# Karl Grün (Journalist)
Karl Theodor Ferdinand Grün (* 30. September 1817 in Lüdenscheid; † 18. Februar 1887 in Wien; Pseudonym: Ernst von der Haide) war ein deutscher Journalist, Philosoph und linksdemokratischer Politiker. Wegen seiner radikalen Ideen wurde er von der preußischen Regierung verfolgt, lebte ab 1844 meist im Ausland. In Paris trat er in enge Beziehung zum Frühsozialisten Pierre-Joseph Proudhon. Sein Verleger in den 1840er Jahren war Carl Friedrich Julius Leske. Nach Ausbruch der Revolution 1848/49 kehrte Grün zeitweilig nach Deutschland zurück. Er wurde in die preußische Nationalversammlung gewählt, wo er sich der äußersten Linken anschloss. Er wurde schließlich wegen "intellektueller" Beteiligung am Prümer Zeughaussturm angeklagt, jedoch nach achtmonatiger Haft freigesprochen. Erst 1861 konnte er nach Deutschland zurückkehren, wo er als Journalist, Professor und Vortragsreisender lebte. Zuletzt lebte Grün in Wien und gab den Nachlass von Ludwig Feuerbach heraus.

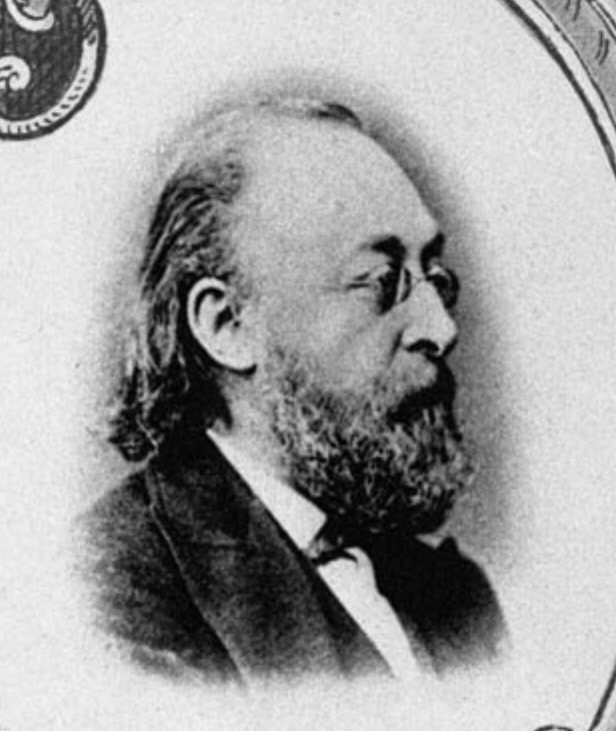
Karl Grün

## Leben

### Ausbildung
Karl Grün war der Sohn eines Volksschullehrers. Einer seiner Brüder war Albert Grün. Nach der Volksschule in seiner Heimatstadt besuchte er das Gymnasium in Wetzlar. In dieser Zeit begann er sich an einem von Schülern herausgegebenen Wochenblatt zu beteiligen und sich mit zeitgenössischen Autoren zu beschäftigen. Nach dem Abitur studierte Grün ab 1835 Philologie und evangelische Theologie in Bonn. Dort begegnete er erstmals Karl Marx. Im Jahr 1838 wechselte er nach Berlin und studierte nun Philologie und Philosophie. Dort wurde er durch die Junghegelianer beeinflusst. Zusammen mit Marx gehörte Grün möglicherweise zu den linkshegelianischen Diskussionskreisen. In Berlin promovierte Grün zum Dr. phil. 
Als Abschluss seines Studiums veröffentlichte Grün das Buch der Wanderungen Ostsee und Rhein. (Erschienen 1839) In diesem verarbeitete er seine Reiseerlebnisse aus den Semesterferien. Bereits in diesem Buch werden mehrere zentrale Elemente seiner Arbeit deutlich. Dazu zählt die Beschäftigung mit Politik und Sozialem wie auch mit Philosophie und Kunstgeschichte. Das Buch widmete er Karl Gutzkow und bekannte sich dazu, zur liberalen, nationalen und sozial ausgerichteten Opposition in Deutschland zu gehören.

### Vormärzliche Opposition
Dem Militärdienst hat sich Grün 1838 durch Flucht ins französische Elsass entzogen. Die Hoffnung auf eine akademische Karriere in Deutschland musste er damit aufgeben. In Colmar arbeitete er als Gymnasialprofessor. Außerdem war er Mitarbeiter verschiedener Zeitungen in Deutschland. Im Jahr 1842 kehrte er nach Deutschland zurück und wurde Mitarbeiter der radikalen und später verbotenen Mannheimer Abendzeitung. Die Ereignisse um das Verbot des Blattes machten Grün zu einer bekannten Person der vormärzlichen Oppositionsbewegung. Sein Versuch sich in Marburg zu habilitieren, scheiterte am Widerspruch der Universität. Noch im Jahr 1842 wurde er wegen seiner kritischen Presseartikel als Kriminalverbrecher eingestuft und ausgewiesen. 
Der Schritt führte bei Grün zu einer Radikalisierung seiner Ansichten. Er ging zunächst nach Mainz und wurde als politischer Held gefeiert. Er schrieb für zahlreiche Zeitungen unter anderem aus Hamburg, Mannheim, Würzburg und der Rheinischen Zeitung aus Köln. Später kamen noch die Trier'sche Zeitung und die Kölnische Zeitung hinzu. 
Ab Juni 1843 lebte Grün mit seiner Familie in Köln und hatte Kontakt mit den dort lebenden führenden Sozialisten. Er hielt neben seiner journalistischen Arbeit auch literarische und kulturgeschichtliche Vorträge. Noch im selben Jahr übernahm er die Schriftleitung der Zeitung „Der Sprecher oder Rheinisch-Westfälischer Anzeiger“ aus Wesel, lebte aber weiterhin in Köln. Wie schon bei der Mannheimer Abendzeitung und der Trier'schen Zeitung führte seine Tätigkeit zu einer überregionalen Resonanz. Der Sprecher konnte allerdings nur bis zum Verbot 1844 erscheinen.
Auf Einladung von Otto Lüning unternahm Grün im Winter 1843/1844 eine Vortragsreise nach Westfalen. Er hielt sich dabei unter anderem mehrfach bei dem Industriellen und Sozialreformer Julius Meyer auf. Auch Moses Hess begegnete er. In Bielefeld gründete Grün 1844 die Bielefelder Monatsschrift, die bereits kurz darauf ebenfalls verboten wurde. 
In dieser Zeit wurde er einer der Wortführer des, von Karl Marx so geschmähten, „Wahren Sozialismus“ im Rheinland und in Westfalen. Er ging dabei von Ludwig Feuerbach aus. Er entwickelte ein theoretisches Programm einer „Wissenschaft der Gesellschaft als Wissenschaft der Vergesellschaftung“. Die bisherige Philosophie sollte dabei durch eine Philosophie der Tat ersetzt werden.

### Erste Exiljahre
Als auch das Verbot der Zeitung in Trier bevorzustehen schien, ging Grün ins Exil. In Brüssel kam er in Kontakt mit Ferdinand Freiligrath. In Paris wurde er Teil der radikalen Emigrantengemeinde. Da ein Verbot der Trier'schen Zeitung ausblieb, schrieb Grün aus Paris weiter für das Blatt. Dieses war nach dem Verbot der Rheinischen Zeitung eine der wichtigsten radikalen Tageszeitungen im Bereich des Deutschen Bundes. In Paris lernte er auch Pierre Joseph Proudhon kennen. Er schätzte dessen Arbeiten und übersetzte sie ins Deutsche. Aus dem Kontakt entstand Grüns wohl bedeutendstes Buch Die socialen Bewegungen in Frankreich und Belgien (1845). Dieses wurde von Karl Marx scharf kritisiert, weil es seinen Ideen in vielen Punkten recht nahekam. Im Jahr 1845 war Grün in Paris einer der Herausgeber der Blätter der Vernunft. Wegen seiner Kontakte mit kommunistischen Kreisen wurde er aus Paris ausgewiesen. Er musste nach Brüssel ausweichen, wo ihn finanzielle Schwierigkeiten zwangen auch als Buchdrucker zu arbeiten.

### Revolution 1848/1849
Zu Beginn der Revolution von 1848 kehrte Grün nach Deutschland zurück. Er lebte in Trier. Zwischen 1848 und 1849 war er Herausgeber der Zeitschrift „Amphitheater für Unterhaltung, Kunst und Kritik.“ Seine Hoffnung auf einen Lehrstuhl an einer geplanten freien Universität in Frankfurt am Main scheiterten, als das Projekt aufgegeben wurde. In Trier hielt Grün politische Vorträge und war im Demokratischen Club aktiv. Grün wurde in einer Ersatzwahl für den Kreis Wittlich in die preußische Nationalversammlung gewählt. Dort gehörte er zur äußersten Linken. Im Jahr 1849 war er auch Mitglied der zweiten Kammer des preußischen Landtages. Dort gehörte er zu den führenden Köpfen der Linken.
Als die Kammer aufgelöst wurde, sprach Grün auf einer großen Volksversammlung auf der Marienburg im Mai 1849 und rief zu Gegenmaßnahmen auf. Die Versammlung beschloss daraufhin, das Zeughaus in Prüm zu stürmen. Grün wurde nach dem Scheitern des Prümer Zeughaussturms und dem Ende der Revolution verhaftet. Ihm wurde die intellektuelle Beteiligung an den Prümer Ereignissen vorgeworfen. Für acht Monate war er inhaftiert, ehe er freigesprochen wurde.

### Zweites Exil und Rückkehr
Danach lebte Grün zwischen 1850 und 1861 in Brüssel. Dort war er als Hauslehrer tätig und plante die Eröffnung eines Pensionats. Außerdem hielt er 1859 Vorlesungen an der Universität. In seinen Schriften wandte er sich nunmehr vor allem gegen das Regime Napoleons III. 
Mit dem Beginn der Neuen Ära konnte er 1861 nach Preußen zurückkehren. Er reiste später über Belgien und Paris nach Turin. Dort nahm er an der Eröffnung der ersten Nationalvertretung Jungitaliens teil und besuchte auch zahlreiche andere italienische Städte. Über verschiedene Stationen kehrte er nach Brüssel zurück. Im November 1861 unternahm er eine ausgedehnte politische Vortragsreise durch Westfalen und das Rheinland. 
Ab 1862 lebte Grün in Frankfurt am Main, wo er für die Neue Frankfurter Zeitung schrieb. An der Hochschule für Handel und Gewerbe wurde er Professor insbesondere für Literaturgeschichte. Daneben hielt er weiterhin überall in Deutschland Vorträge. Im Jahr 1865 zog er nach Heidelberg. Im Vorfeld des Krieges von 1866 engagierte sich Grün in der antipreußischen demokratischen Volkspartei. Er nahm 1867 in Genf am internationalen Kongress der Friedens- und Freiheitsliga teil. Ab 1868 war er Mitherausgeber der „Demokratischen Correspondenz.“

### Wien
Im Jahr 1868 siedelte Grün nach Wien über. Dort wurde er Herausgeber der Briefe und des Nachlasses von Ludwig Feuerbach. Daraus entstand ein philosophisch-biographisches Werk in zwei Bänden „Ludwig Feuerbach“. Im Jahr 1876 veröffentlichte er die Schrift „Die Philosophie in der Gegenwart.“ In dieser setzte er sich mit der „Geschichte des Materialismus“ von Friedrich Albert Lange auseinander. Auf Basis seiner literatur- und kunstgeschichtlichen Studien entstanden als Produkte der materialistisch-positivistischen Geschichtsauffassung die „Kulturgeschichte des 16. Jahrhunderts“ und die „Kulturgeschichte des 17. Jahrhunderts.“

## Schriften (Auswahl)
- Sendschreiben an Herrn Dr. Karl Gutzkow in Betreff seiner „Zeitgenossen“. Als Vorrede zu dessen „Buch der Wanderungen“. Theodor Fischer, Cassel 1839
- Gutenberg-Lieder. Der Stadt Strasburg gewidmet von Karl Grün. Schmidt & Grucker, Straßburg 1840
- Meine Ausweisung aus Baden und meine Rechtfertigung vor dem deutschen Volke.  Verlag des Literarischen Comptoirs, Zürich und Winterthur 1843 Digitalisat
- Die Judenfrage. Gegen Bruno Bauer. Carl Wilhelm Leske, Darmstadt 1843 Digitalisat
- Friedrich Schiller als Mensch, Geschichtschreiber, Denker und Dichter. F. A. Brockhaus, Leipzig 1844 Neue Ausgabe. F. A. Brockhaus, Leipzig 1849 Digitalisat
- Die sociale Bewegung in Frankreich und Belgien, Briefe und Studien. Carl Wilhelm Leske, Darmstadt 1845
- Über Goethe vom menschlichen Standpunkte. Carl Wilhelm Leske, Darmstadt 1846 Digitalisat
- Pierre-Joseph Proudhon: Philosophie der Staatsökonomie oder Nothwendigkeit des Elends. Deutsch bearbeitet von Karl Grün. Carl Wilhelm Leske, Darmstadt 1847
- Westeuropäische Gränzen. Von einem Beamten der Civilisation. Lintz, Trier 1853
- Die osteuropäische Gefahr. Vom Verfasser der Westeuropäischen Gränzen.  Lintz, Trier 1854
- Louis Napoleon Bonaparte, die Sphinx auf dem französischen Kaiserthron. Otto Meißner, Hamburg 1859 Digitalisat
- Frankreich vor dem Richterstuhle Europa's oder die Frage der Gränzen. 1860 Flugschrift
- Italien im Frühjahr 1861. E. A. Fleischmann's Buchhandlung, München 1861 Digitalisat
- Fragmente aus Italien. Natur und Kunst. E. A. Fleischmann's Buchhandlung, München 1862 Digitalisat
- Festrede gesprochen bn der Freiligrath-Feier am 1. Juli 1867 zu Heidelberg. Mannheim 1867
- Kulturgeschichte des 16. Jahrhunderts. C. F. Winter, Leipzig / Heidelberg 1872
- Ludwig Feuerbach in seinem Briefwechsel und Nachlaß. 2 Bde. C. F. Winter, Leipzig / Heidelberg 1874
- Die Philosophie in der Gegenwart. Realismus und Idealismus. Kritisch und gemeinfaßlich dargestellt . Otto Wigand, Leipzig 1876
- Kulturgeschichte des 17. Jahrhunderts. 2 Bde. J. A. Barth, Leipzig 1880
- Manuela Köppe (Hrsg.): Karl Grün. Ausgewählte Schriften in zwei Bänden. Akademie Verlag 2005 ISBN 3-0500-4146-3